# R51 (België)
De R51 is de kleinste ringweg rond de Belgische stad Charleroi. De ringweg vormt een volledige lus rond de stad en bevat belangrijke kruispunten, zoals met de R9 of met de N5. Beide belangrijke wegen gaan samen met de E420.
R-wegen:
R0 · R1 · R2 · R3 · R4 (R4a · R4z) · R5 (R5a) · R6 · R7 · R8 · R9 · R10 · R11 (R11a) · R12 · R13 · R14 · R15 · R16 · R18 · R20 (R20a · R20b) · R21 (R21a · R21b · R21c · R21d) · R22 (R22a · R22z) · R23 (R23z) · R24 · R25 · R26 · R27 (R27a) · R30 (R30a · R30b) · R31 · R32 · R33 · R34 · R35 · R36 (R36z) · R40 (R40a) · R41 · R42 · R43 · R50 · R51 · R52 · R53 · R54 · R55 · R61 (R61a) · R62 · R70 · R71 · R72 · R73
N-wegen die (gedeeltelijk) een ringweg omvatten:
N1 · N3 · N4 · N6 · N7 · N8 · N9 · N13 · N17 · N27 · N27a · N28 · N29 · N31 · N32 · N34 · N35 · N36 · N37 · N38 · N39 · N41 · N44 · N46 · N47 · N49 · N50 · N55 · N60 · N60d · N70 · N71 · N72 · N73 · N75 · N76 · N78 · N80 · N81 · N82 · N90 · N92 · N113 · N153 · N203 · N203a · N390 · N405 · N416 · N441 · N473 · N498 · N556 · N700 · N712 · N712b · N717 · N722 · N725 · N748 · N750 · N769 · N967